# Eremogone aculeata
Eremogone aculeata är en nejlikväxtart som först beskrevs av S. Wats., och fick sitt nu gällande namn av S. Ikonnikov. Eremogone aculeata ingår i släktet Eremogone och familjen nejlikväxter. Inga underarter finns listade i Catalogue of Life.

## Bildgalleri

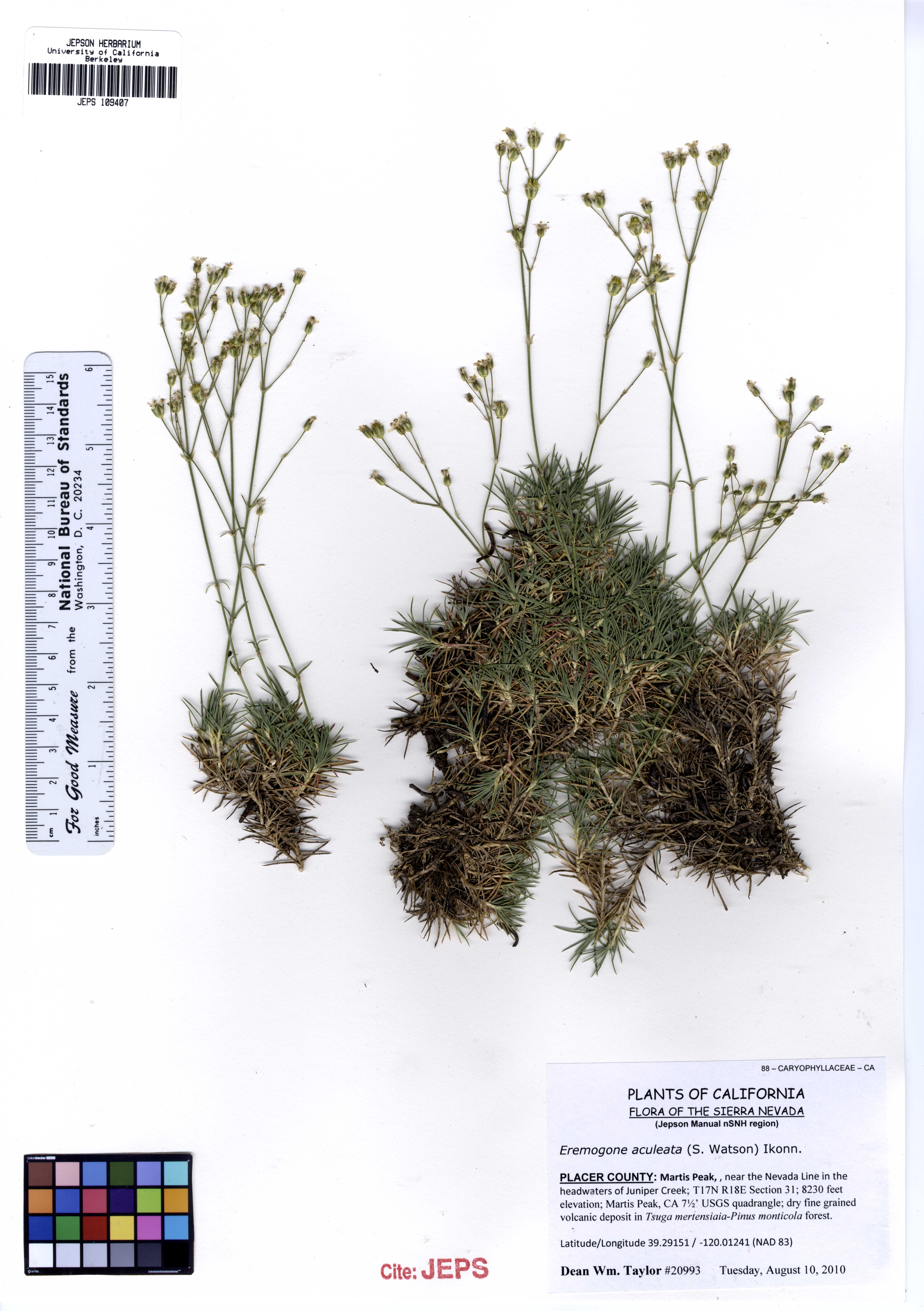
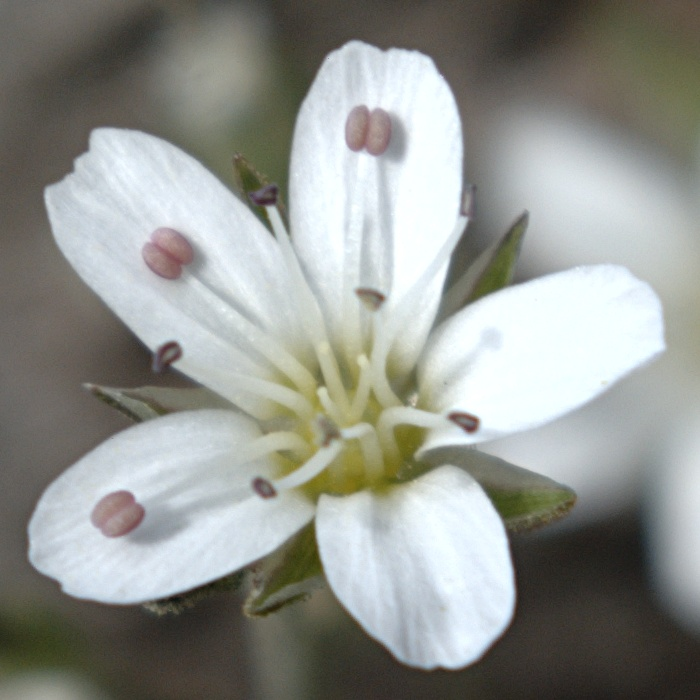
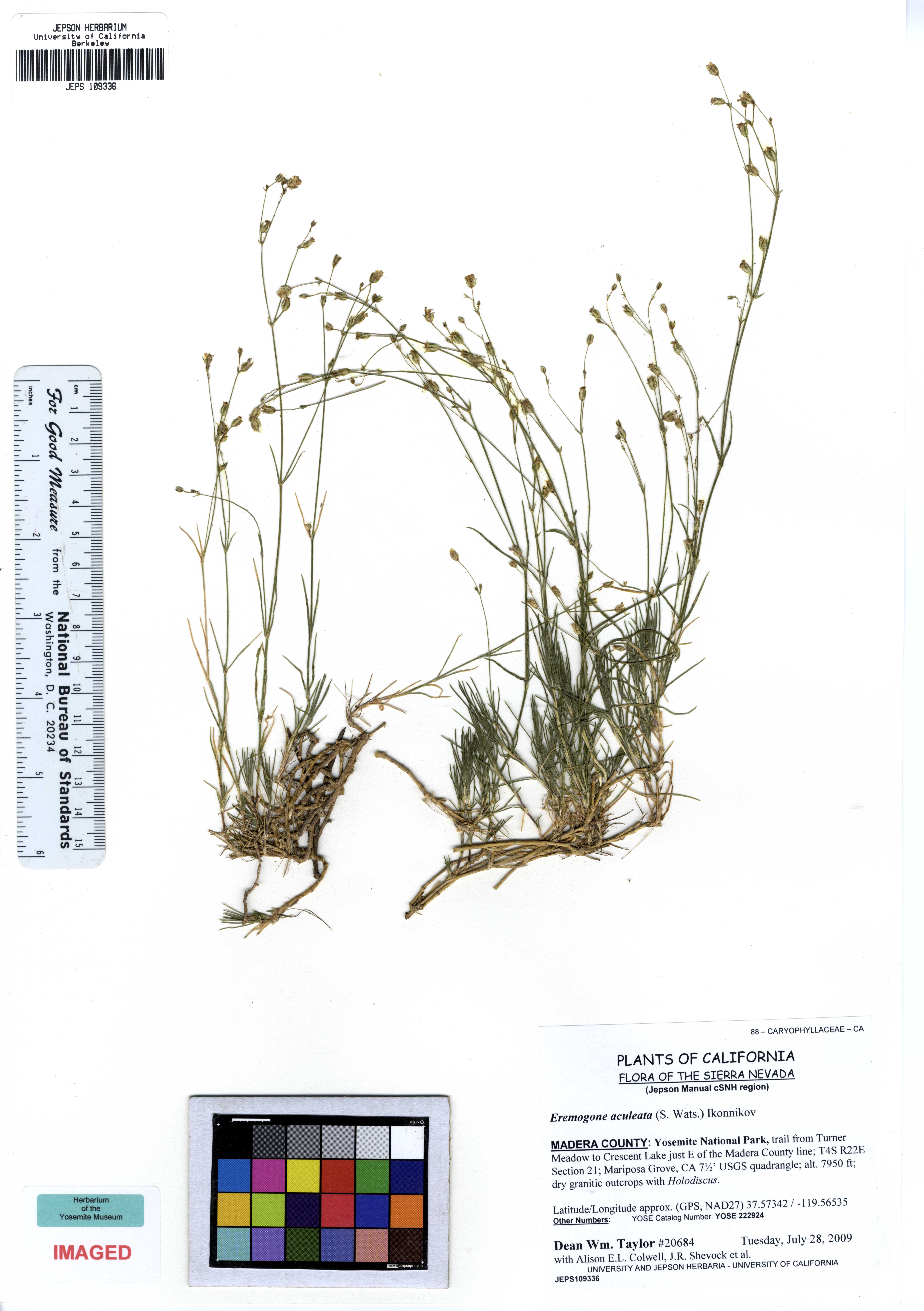